# Georges Lafont (architecte)
Georges Lafont (né le 5 janvier 1847 à Nantes et mort 23 juin 1924 dans la même ville) est un architecte français.

## Biographie
Né le 5 janvier 1847 à Nantes, Georges Joseph Charles Jules Théophile Lafont est élève au lycée Georges-Clemenceau. Il entre ensuite, en 1867, à l'école des beaux-arts de Paris, où il fréquente l'atelier de Charles-Auguste Questel. Il est ami avec le peintre Hippolyte Berteaux qui résida à Nantes et est l'une des personnalités majeures de la vie artistique de la ville.[réf. nécessaire]
Les qualités professionnelles de Georges Lafont lui valent d'être nommé à la commission départementale des bâtiments civils de Loire-Inférieure, au conseil d'hygiène, au conseil de l'école des beaux-arts de Nantes, puis à la commission du musée d'archéologie. Membre de la Société des architectes de Nantes de 1882 (ou 1881) à 1910, il occupe, à partir de 1891, le poste d'inspecteur des édifices religieux, puis celui d'architecte diocésain en 1894. Il est admis à la société centrale des architectes en 1904, et devient architecte-adjoint des monuments historiques le 27 avril 1908.
L'architecte est un des fondateurs et animateurs de la société nantaise « Le Clou », cercle en activité de 1884 à 1910, dont des réunions se sont tenues chez l'architecte, à son domicile du no 17 de la rue de la Rosière-d'Artois.
Il a également été conseiller municipal de Nantes.
Paralysé les dix dernières années de sa vie, Georges Lafont meurt à Nantes le 16 ou le 23 juin 1924, à l'âge de 77 ans. Il est inhumé deux jours plus tard dans le cimetière Miséricorde, dans l'allée est du carré Y.

## Œuvre architecturale
En 1878, Jules-Joseph Hennecart, associé à son agent de change Édouard Darlu, fonde la société Hennecart et Cie, qui, ayant achevé la construction de la ligne de Saint-Nazaire au Croisic pour le compte de l'État, se lance dans une opération immobilière d'envergure. Il confie à Georges Lafont l'aménagement des dunes d'Escoublac et la création de la station balnéaire de La Baule, dont l'architecte affirme être l'auteur des plans de plus de 200 chalets qui y furent bâtis,. Il est notamment l'auteur des plans des bâtiments suivants :
- la villa Les Ajoncs (vers 1890[8]) ;
- la villa Alba (vers 1895[9]) ;
- la villa L'Alcyon (vers 1905[10]) ;
- la villa Les Algues (1890[11]) ;
- la villa Amédé (vers 1880[12]) ;
- la villa Atlantis (vers 1880[13]) ;
- la villa Bergeronette (1895[14])
- la villa Bon Abri (1890[15]) ;
- la villa La Bombonnière (1900[16]) ;
- la villa Le Breton (vers 1905[17]) ;
- la villa La Bretonnière actuellement immeuble à logements (vers 1897[18]) ;
- la villa Les Bruyères (vers 1890[19]) ;
- la villa Café de l'Océan et Pierrette (vers 1890[20])
- la villa Carmen (en 1894[21]) ;
- l’ancien casino de la Baule (vers 1902[22]) ;
- la villa Castel Yvon (1895[23]) ;
- la villa La Cayla (vers 1890[24]) ;
- la villa Chalet des Adrets à La Baule (vers 1890[25]) ;
- l'hôtel Chalet Saint-Clair (1885[26]) ;
- la villa Le Chalet Suisse (1900[27]) ;
- la chapelle Sainte-Anne dédiée à Notre-Dame des flots (de 1880 à 1886[28]) ;
- la villa Les Charmettes (vers 1905[29]) ;
- la villa Les Choisas (vers 1900[30]) ;
- l'hôtel Central (vers 1890, repris en 1934 par Georges Meunier[31]) ;
- la villa El Cid actuellement immeuble à logements (en 1895[32]) ;
- la villa Ciel de Bretagne (1895[33]) ;
- la villa Colinette (en 1899[34]) ;
- la villa La Concorde (vers 1895[35]) ;
- la villa Les Courlis (1899[36]) ;
- la villa Dina Bella (vers 1880[37]) ;
- la villa Le Dolmen (1900[38]) ;
- l'école publique (devenue groupe scolaire Georges-Tanchoux), en collaboration avec l'architecte André Chauvet (1911[5]) ;
- les écuries puis école Sainte-Marie et Saint-Joseph (vers 1880-1890[39]) ;
- la villa Les Églantiers (vers 1890[40]) ;
- la villa Les Escholiers (vers 1880[41]) ;
- la villa L'Étoile (vers 1885[42]) ;
- la villa Les Fauvettes (vers 1895[43]) ;
- la villa Figaro (1900[44]) ;
- la villa Fleur de Mai (1910[45]) ;
- la villa Fleur des Alpes (vers 1900[46]) ;
- la villa Fleur des Dunes (1910[47]) ;
- la villa Fleurs de Bretagne (1885[48]) ;
- l’hôtel Fleurs de France (fin XIXe siècle[49]) ;
- la villa La Forêt (vers 1890[50]) ;
- la villa Le Guérandais (vers 1890[51]) ;
- la villa Les Iris (vers 1910[52]) ;
- les villas Ker Alix et Tevel (vers 1895[53]) ;
- la villa Ker Annick (vers 1880[54]) ;
- la villa Ker Arvor (vers 1890[55]) ;
- la villa Ker Bhuzira (vers 1910[56]) ;
- la villa Ker Céline (vers 1900[57]) ;
- la villa Ker Duaellior (vers 1880[58]) ;
- la villa Ker Gamo (vers 1885[59]) ;
- la villa Ker Guen (vers 1900[60]) ;
- la villa Ker Houlen (vers 1905[61]) ;
- la villa Ker Linette (vers 1905[62]) ;
- la villa Ker Loer et Ker Hoet puis Ker Loer et Regina Pacis (1896[63]) ;
- la villa Ker Loti (avant 1908[64]) ;
- la villa Ker Lou (1880[65]) ;
- la villa Ker Louisic (1906, co-signée avec André Chauvet[66], classée patrimoine exceptionnel de La Baule[67]) ;
- la villa Ker Lucia (1880[68]) ;
- la villa Ker Marie (vers 1900[69]) ;
- la villa Ker Maurice (vers 1880[70]) ;
- la villa Ker Sainte-Anne (en 1885[71]) ;
- la villa Ker Teresa (vers 1885[72]) ;
- la villa Ker Vary (1896[73], classée patrimoine exceptionnel de La Baule[67]) ;
- la villa Ker Yseult (1905[74]) ;
- la villa Le Khedive (vers 1880, remaniée en 1946 par Léon Foy[75]) ;
- la villa Korn Avel (1895[76]) ;
- la villa Les Lianes (vers 1890[77]) ;
- la villa Majolica (1890[78], classée patrimoine exceptionnel de La Baule[67]) ;
- la villa Mamie (vers 1895[79]) ;
- la villa Les Marguerites (vers 1895[80]) ;
- la villa Maria (vers 1880[81]) ;
- la villa Marie Germaine (vers 1880[82]) ;
- les villas jumelles Marie Madeleine et Sainte-Cécile (1890[83]) ;
- la villa Mariza (vers 1885[84]) ;
- la villa Mer Bleu (vers 1880[85]) ;
- la villa Mirasol (1880[86]) ;
- la villa La Mouette (en 1899[87]) ;
- la villa My Nest (vers 1880[88]) ;
- la villa Nam Ky (en 1913 avec Joseph Nau[89]) ;
- la villa Les Orchidées (1895[90]) ;
- la villa La Paella (1900[91]) ;
- l’immeuble Les Pâquerettes (vers 1900[92]) ;
- la villa Passiflor (1900[93]) ;
- la villa Paul Raymond (vers 1880, restaurée en 1934 par René Braun[94]) ;
- la villa Pavillon Rose (1900, rénovée en 1926 par Paul-Henri Datessen[95]) ;
- la villa Pax (1908, co-signée avec André Chauvet[96] et classée patrimoine exceptionnel de La Baule[67]) ;
- la villa Q-uer-t-a-jeb (vers 1895[97]) ;
- la maison dite Villa des Pins (vers 1880[98]) ;
- l'immeuble à logements, magasin de commerce Les Raisins  (avant 1908[99]) ;
- la villa Les Raisins d'Or (1885[100]) ;
- la villa Renée Simone (vers 1900[101]) ;
- la villa Rose de Mer (1900[102]) ;
- la villa Roz Venn (1890[103]) ;
- l’hôtel Royal Thalasso (1902, avec Georges-Félix Richter[104])
- la villa Sainte-Marie (vers 1890[105]) ;
- la villa Saint-Expedit (vers 1895[106]) ;
- la villa Saint-Joseph (vers 1900[107]) ;
- la villa Saint-Quiriac (disparue[108]) ;
- la villa Saint-Yves (en 1898[109]) ;
- la villa Salazie (1880[110]) ;
- la villa Les Surprises (1880[111]) ;
- la villa Suzi Janine (1900[112]) ;
- sa propre villa Symbole ou « Saint Bôle » (1911[113], classée patrimoine exceptionnel de La Baule[67]) ;
- la villa Tanit (vers 1905[114]) ;
- la villa Tevenn (vers 1900[115]) ;
- l’hôtel de la Terrasse (vers 1900[116]) ;
- la villa La Tour Rouge (vers 1895[117]) ;
- la villa Trez Hir (vers 1895[118]) ;
- l’immeuble Les Vagues (vers 1900[119]) ;
- la villa La Vedette (1908[120]) ;
- la villa Les Verveines (vers 1890[121]) ;
- la villa Velleda (en 1899[122])
- l’hôtel dit Hôtel Weller, remanié par la suite par Paul-Henri Datessen et André Marganne[123]).

Architecte hygiéniste, il conçoit de nombreux hôpitaux comme le centre marin de Pen-Bron et sa chapelle (1887), Saint-Nazaire, Saint-Étienne-de-Corcoué (construit entre 1883 et 1892) ou Le Loroux-Bottereau. Dans son agence, il associe de nombreux jeunes architectes, tel Georges Dommée.
En 1899, Louis Lefevre-Utile lance le projet de construction de l'usine LU, dont l'ornement principal doit être deux tours jumelles. Le plan proposé par Georges Lafont, qui proposait des tours sur trois niveaux présentant de grandes verrières, n'est pas retenu, au profit de la troisième proposition de l'architecte parisien Auguste Bluysen. C'est cependant Lafont qui mène à bien les travaux des tours à partir de 1905, sur les plans de son confrère.
À partir de 1901, il dresse les plans du théâtre de Quimper, inauguré en 1904. Parmi ses nombreuses réalisations domestiques, on trouve notamment des immeubles de rapport, des maisons, des châteaux, comme la villa dite « Le Prieuré Saint-Georges » à Batz-sur-Mer (1905), la maison de villégiature balnéaire Saint-Hubert, construite en 1904 au Croisic ou la villa balnéaire Sigurd construite vers 1886 pour Henri Sellier à Pornichet.

## Hommage
La rue Georges-Lafont a été dénommée à Nantes en hommage à l'architecte après délibération du conseil municipal, le 26 juin 1961.